# 日々純子
日々（日比） 純子（ひび じゅんこ、 1928年 - 2016年）は、歌手、日本舞踊家。日本音楽家連合会東海支部理事、自由ヶ丘音楽学院院長。日舞師範としての名前は、内田るり三亀（内田流 教授）。都々逸家・柳家小三亀松の妻。1945年、歌手のオーディションに合格し、名古屋浪越ダンスホールの専属タンゴ歌手としてデビュー。1978年、日本舞踊内田流の名取り名、内田るり三亀を許され、日舞師範となる。2008年まで、大須演芸場にて公演。

## 経歴
- 1945年 - 歌手のオーディションに合格。古屋浪越ダンスホールの専属タンゴ歌手としてデビュー。
- 1951年 - 7月22日、名古屋ハリスト正教会にて柳家小三亀松と結婚。
- 1966年 - CBCテレビ、「どんぐり音楽会」にてレギュラー審査員として出演。
- 1978年 - 日本舞踊内田流の名取り・内田るり三亀を許され、日舞師範となる。夫・柳家小三亀松と二人三脚。都々逸振りと唄＆コミカルな踊りで、つぶし島田髷姿で艶っぽく花を添え、舞台を一層華やかに引き立てている。
- 1986年 - 中村大門の「花魁道中」で、花魁役を5年間努める。以後、夫・柳家小三亀松の黒子となって活動する。主な活動の中心地は、大須演芸場である。

## CD
- どどいつ集大成　どどいつ一筋30年 （柳家小三亀松CD制作実行委員会・非売品）

## 著書
- 都々逸 ふれ愛 四十年 北白川書房